# Мачајас (Мејн)
Мачајас (енгл. Machias) насељено је место без административног статуса у америчкој савезној држави Мејн.

## Демографија
По попису из 2010. године број становника је 1.274, што је 102 (-7,4%) становника мање него 2000. године.
| Група             | 2000.         | 2010.         |
| Белци             | 1.318 (95,8%) | 1.201 (94,3%) |
| Афроамериканци    | 0 (0,0%)      | 1 (0,1%)      |
| Азијати           | 25 (1,8%)     | 16 (1,3%)     |
| Хиспаноамериканци | 6 (0,4%)      | 29 (2,3%)     |
| Укупно            | 1.376         | 1.274         |